# Fabián Canobbio
Néstor Fabián Canobbio Bentaberry est un footballeur international uruguayen né le 8 mars 1980 à Montevideo en Uruguay, qui évolue au poste d'ailier gauche pour le Danubio FC .

## Palmarès

### Club
- CA Peñarol
  - 2003 : Champion d'Uruguay (13 matchs, 3 buts)
- Valence CF
  - 2003-2004 : Champion d'Espagne (11 matchs, 1 but)
  - 2003-2004 : Vainqueur de la Coupe de l'UEFA (10 matchs, 1 but)
- Danubio FC
  - 2014 : Championnat d'Uruguay